# Fontanelice
Fontanelice är en liten stad och en kommun i storstadsregionen Bologna, innan 2015 i provinsen Bologna, i regionen Emilia-Romagna i Italien. Kommunen hade 1 948 invånare (2018) och gränsar till kommunerna Borgo Tossignano, Casalfiumanese, Casola Valsenio och Castel del Rio. 